# 1138 (عدد)
 1138 هو عدد صحيح، يلي العدد 1137 ويسبق العدد 1139.

## في الرياضيات

### خصائص
- عدد طبيعي.[3]

- عدد زوجي.[4][5]
- عدد موجب،[6] السالب منه هو - 1138.[7]

## في التاريخ
- 1138 هـ هي سنة في التقويم الهجري.
- هي سنة 1138 م في التقويم الميلادي.

## وصلات خارجية
الأعداد الصاتمة، ديوان اللغة العربية.